# ローラーント・ジュラ
ローラーント・ジュラ（Lóránt Gyula, 1923年2月6日 - 1981年5月31日）は、ハンガリーの元サッカー選手、サッカー指導者。

## 経歴
1950年代にマジック・マジャールと呼ばれたハンガリー代表の一員。主にセンターバックとしてプレーをしたが時には右サイドバックやセンターハーフも務めた。ハンガリー代表としては1949年10月16日のオーストリア戦でデビューをすると、1955年5月15日のデンマーク戦で退くまで退くまで国際Aマッチ37試合に出場した。
現役引退後は指導者の道へ進み、古巣のブダペスト・ホンヴェードやバイエルン・ミュンヘンを始めとしたドイツ国内のクラブの監督を務めた。ドイツではゼップ・ヘルベルガーの許可を受けて無試験でケルン体育大学に入学し、同大学で学んだ。また自身が指揮したブンデスリーガのクラブでは当時の西ドイツサッカー界では主流な戦術ではなかったゾーンディフェンスを導入したために非難を受けたが、後に西ドイツ代表でも導入された。
1976年にギリシャのPAOKテッサロニキを指揮してリーグ優勝に導いた。晩年は再びPAOKテッサロニキの監督を務めていたが、1981年5月31日、対オリンピアコスFC戦の試合中に心筋梗塞により死去した。58歳没。